# رود پسکوپس
رود پسکوپس (روسی: Псекупс) رودخانه ای در جنوب غربی کشور روسیه است. این رود از جمهوری آدیغیه گذر می‌کند و از شاخه‌های سمت چپ رودخانه کوبان است. درازای آن ۱۴۶ کیلومتر (۹۱ مایل) است و دارای حوضه زهکشی ۱۴۳۰ کیلومتر مربع (۵۵۰ مایل مربع) است.